# Menois
Menois est une ancienne commune de l'Aube qui a existé jusqu'au 27 pluviose An III date à laquelle elle a fusionné avec Rouilly.

## Histoire
Elle fut aussi orthographiée : Amenois, Armenois, Esmenois.
Menois était une commune qui  dépendait en 1789  de l'intendance de la généralité de Châlons, de l'élection de Troyes.
Elle relevait des seigneurs de Chappes. Elle est citée au XIIe siècle. La commanderie de Troyes avait des biens dès 1213 qu'elle ne cessa d'étendre.
Un château fut édifié en 1833 par Pierre Arson de Salis, une chapelle y fut ajoutée en fin de siècle.
Il dépendait de la paroisse de Verrières.

## Population
- 104 habitants en 1787 ;
- 134 en 1790.

## Administration
Elle dépendait de la seigneurie de l'Isle devenant duché d'Aumont.
Elle disparaît en tant que telle en l'An III.